# 万字不到头

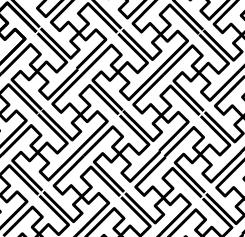
45度角的图案

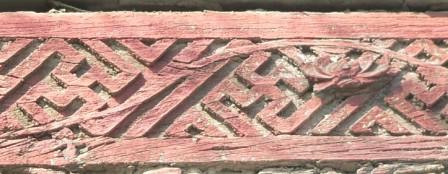
木雕上的图案

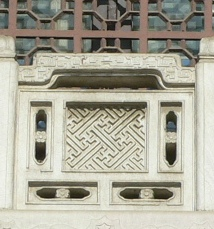
石雕上的图案

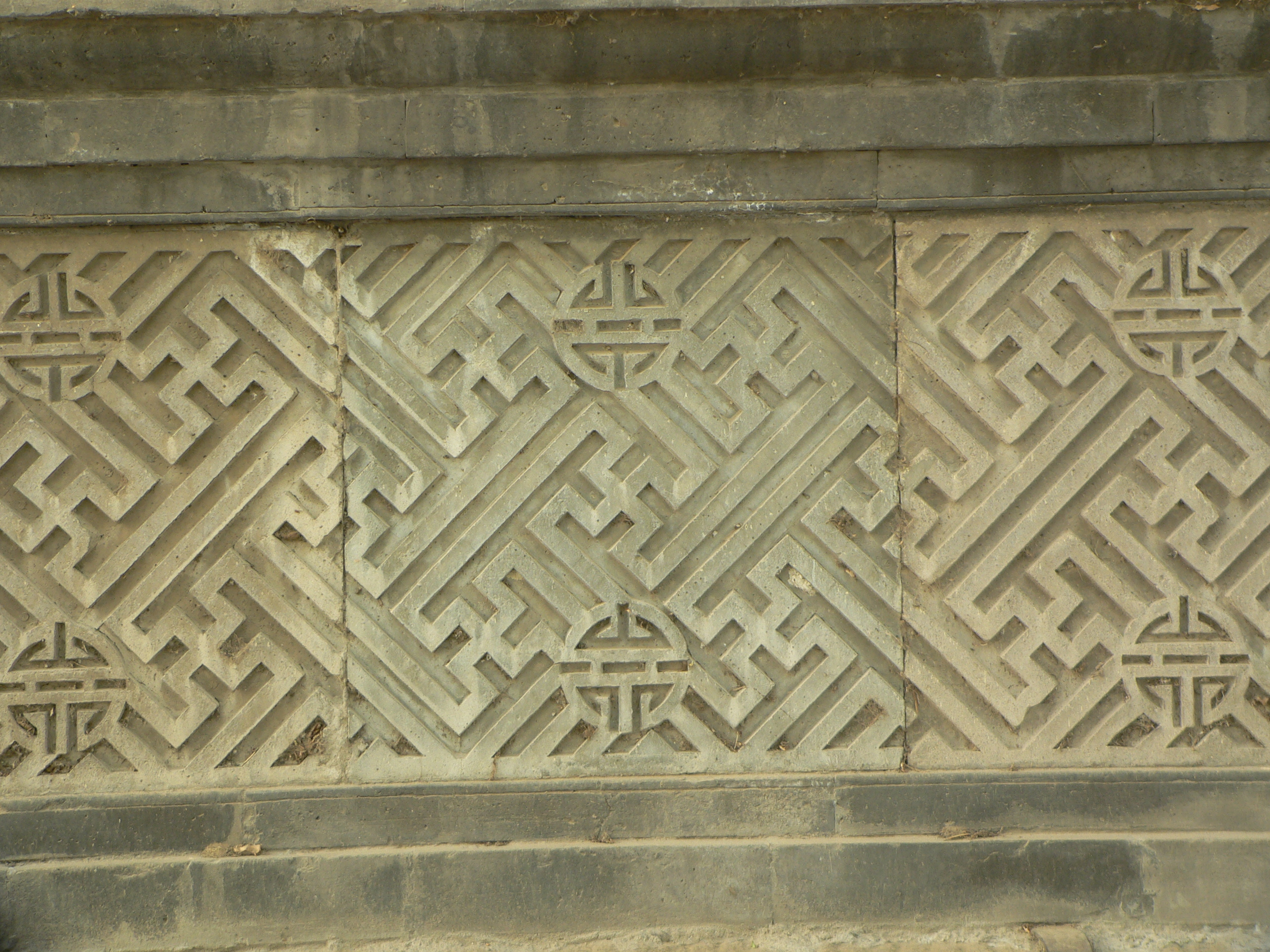
砖雕上的图案

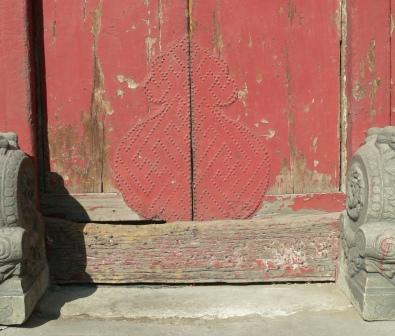
门铁上的图案

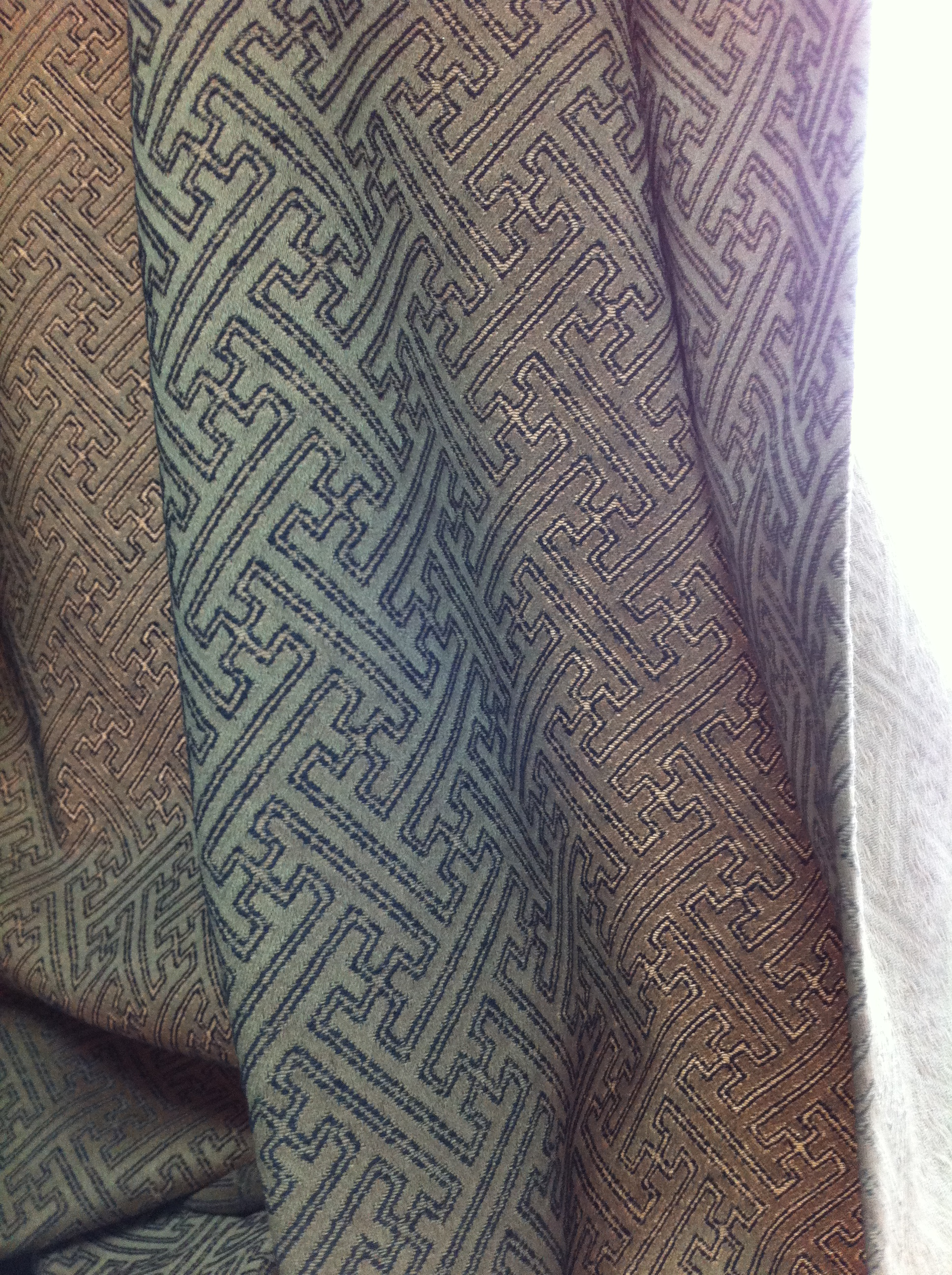
窗帘上的图案

万字不到头，是一种東亞國家中的常見紋樣，起源地為中國，在朝鮮半島、日本、琉球、蒙古、越南均能找到。

## 名稱
又称为万字锦、万字纹、万字拐、万不断、万字曲水等，日语称“紗綾形”（さやがた）

## 特徵
万字不到头利用多个万（卐）字联合而成，是一种四方连续图案。 其中“万”字， 寓意吉祥，“不到头”寓意连绵不断，因此万字不到头的意思为吉祥连绵不断 、万寿无疆等含意 。
万字不到头图案可见于织物、衣饰、陶瓷、砖雕、木雕、石雕、窗棂等艺术形式， 可以作为底纹和花边。万字不到头在中国和日本广为流传。
在砖雕、石雕和木雕上的万字纹主要以阳刻方式体现，在它们的护门铁上通常用铁钉的钉帽组成万字纹图案。万字纹如果作为花边可以正放，也可以45度角斜放。以万字不到头为底纹加上团寿纹可以组合成万字锦地团寿纹。